# Highway of Death
Highway of Death (în română: „Autostrada Morții”) este o autostradă din Kuweit între Orașul Kuweit, capitala țării și Irak, cunoscută oficial ca Autostrada 80. Merge de la Kuweit City până la orașul de frontieră Safwan din Irak și apoi spre orașul irakian Basra. Drumul a fost folosit de diviziile blindate irakiene pentru invazia Kuweitului din 1990. A fost reparată după războiul din Golful Persic și folosit de forțele SUA și britanice în etapele inițiale ale invaziei Irakului din 2003.
În timpul ofensivei coaliției conduse de americani în războiul din Golful Persic, avioanele americane, canadiene, britanice și franceze și forțele terestre au atacat personalul militar irakian în retragere care încerca să părăsească Kuweitul în noaptea de 26-27 februarie 1991, ducând la distrugerea a sute de vehicule și moartea multor dintre ocupanții lor. Între 1.400 și 2.000 de vehicule au fost lovite sau abandonate pe autostrada principală 80 la nord de Al Jahra.
Scenele devastării pe drum sunt unele dintre cele mai recunoscute imagini ale războiului și s-a sugerat că acestea au fost un factor în decizia președintelui George H. W. Bush de a declara încetarea ostilităților a doua zi. Multe forțe irakiene au scăpat cu succes peste râul Eufrat, iar Agenția de Informații pentru Apărarea SUA a estimat că peste 70.000 până la 80.000 de soldați din diviziile înfrânte din Kuweit ar fi putut fugi în Basra, evitând capturarea.